# Belting
Belting er en særlig sangteknik, der bruges til at lave en skrigende karakter i den høje del af stemmen. Teknikken bruges mest i heavy, soul, rhythm and blues og gospel. Med træning kan teknikken udføres uden at påføre stemmebåndene skader.
Eksempler på sangere, der er kendt for deres gode belting-teknik:
- Chaka Khan
- Anastacia
- Christina Aguilera
- Patti LaBelle
- Chris Cornell
- Ian Gillan